# Tadeusz Klimowicz
Tadeusz Klimowicz (ur. 1950) – polski filolog, dr hab. nauk humanistycznych, profesor i dyrektor Instytutu Filologii Słowiańskiej Wydziału Filologicznego Uniwersytetu Wrocławskiego, badacz literatury i kultury rosyjskiej.

## Życiorys
W 1968 zdał maturę, w 1973 otrzymał tytuł zawodowy magistra, następnie w 1978 obronił pracę doktorską, a w 1986 uzyskał stopień doktora habilitowanego. 28 listopada 1994 nadano mu tytuł profesora w zakresie nauk humanistycznych. Pełnił funkcję dyrektora Instytutu Filologii Słowiańskiej Wydziału Filologicznego Uniwersytetu Wrocławskiego, a także prodziekana tego Wydziału. W 2020 przeszedł na emeryturę.
Odznaczony Złotym Krzyżem Zasługi.

## Działalność w organizacjach naukowych i zawodowych
Był członkiem Komisji ds. Stopni i Tytułów; Sekcja I - Nauk Humanistycznych i Społecznych Centralnej Komisji do Spraw Stopni i Tytułów, oraz Komitetu Słowianoznawstwa na I Wydziale Nauk Humanistycznych i Społecznych Polskiej Akademii Nauk.

## Zainteresowania naukowe
Autor około 150 tekstów literaturoznawczych, krytycznoliterackich i rosjoznawczych, które ukazały się w periodykach naukowych (m.in. w czasopismach "Teksty Drugie", „Slavia Orientalis”, „Slavica Wratislaviensia”, „Przegląd Rusycystyczny”, „Studia Rossica Posnaniensia”), na łamach czasopism społeczno-kulturalnych („Pismo Literacko-Artystyczne”, „Odra”, „Zeszyty Literackie” i „Literatura na Świecie”, „Przegląd Polityczny”, „Jelenkor”, „Меценат и Мир”, „Новая Польша”) oraz dzienników („Gazeta Wyborcza”).
Prowadzi blog „From Russia with(out) Love”.

## Publikacje książkowe[7]
- Dmitrij Mamin-Sibiriak i problemy naturalizmu w literaturze rosyjskiej (1979)
- Motywy twórczości Walerija Briusowa (1988)
- Poszukujący - nawiedzeni - opętani. Z dziejów spirytyzmu i okultyzmu w literaturze rosyjskiej (1992)
- Obywatele Arkadii. Losy pisarzy rosyjskich po roku 1917 (1993)
- Przewodnik po współczesnej literaturze rosyjskiej i jej okolicach (1917-1996) (1996)
- Pożar serca. 16 smutnych esejów o miłości, o pisarzach rosyjskich i ich muzach (2005)
- Тайны великих (2015)
- Pożegnanie z Rosją (2022)[2]